# Sara Ziff
Sara Ziff (Nueva York, 15 de abril de 1983) es una modelo, cineasta y activista laboral estadounidense. Es la fundadora y directora ejecutiva de Model Alliance, una organización sin ánimo de lucro en su ciudad natal.

## Educación y primeros años
Sara Ziff nació y creció en Nueva York. Ziff asistió al Bronx High School of Science y a la Escuela Dalton. Ziff se graduó con un Grado en Ciencias Políticas, magna cum laude en la Universidad de Columbia, y  obtuvo su máster en Escuela de Gobierno John F. Kennedy.

## Carrera de modelo
Ziff ha aparecido como la cara de campañas publicitarias para compañías como Tommy Hilfiger, Kenzo, Stella McCartney, y Kenneth Cole. Ha caminado por la pasarela para marcas como Prada, Chanel, Christian Dior, Calvin Klein, Marc Jacobs, Dolce & Gabbana, Dries Van Noten, Balenciaga, Chloé y Alexander McQueen.

## Cine y escritura
Con su codirector Ole Schell, Ziff registró su viaje como modelo en el documental galardonado Picture Me. La película da una mirada de interior a la industria del modelaje, mostrando los puntos altos y los bajos de un negocios aparentemente glamuroso. Después de que Picture Me, Ziff dirigió una miniserie web de tres partes para el blog de moda de la Revista New York, "The Cut". En 2014, Ziff lanzó el avance de "Tangled Thread", un documental sobre la industria de la confección de sobre una ciudady la organización de mujeres para mejorar las condiciones de trabajo en toda la cadena de suministro.
Ha contribuido como columnista en páginas de opinión para The New York Times, Equal Times, y The Guardian.

## Activismo
Ziff es defensa de unas mejores condiciones laborables en la industria de la moda, la cual ha descrito como "una frontera pasada por alto de los derechos de los trabajadores y de las mujeres." En 2012,  formó Model Alliance, una organización sin ánimo de lucro que defiende estándares de trabajo justo para los modelos que trabajan en la industria de moda estadounidense. En 2013, bajo el liderazgo de Ziff, Model Alliance abanderó el Acto del Niño Modelo en el Estado de Nueva York, el cual reclasificó a modelos de menos de 18 años como intérpretes infantiles y les extendió las protecciones laborales básicas, incluyendo las provisiones para requisitos educativos, las horas laborables máximas, y las cuentas de fideicomiso. New York Magazine la declaró "la Norma Rae de la pasarela" y el AFL-CIO la llamó "la siguiente modelo a seguir de los Estados Unidos de América."
En 2012, Ziff se implicó con Save the children, una organización no gubernamental que promueve los derechos de los niños, proporciona alivio y ayuda a los niños en países en desarrollo. En las Naciones Unidas, Ziff introdujo el informe global de la organización, "Una vida libre de hambre - Abordando la desnutrición infantil."
En 2012, Ziff empezó a hacer campaña para mejorar las condiciones laborables de los trabajadores textiles en Bangladés. En septiembre de 2013, se unió a otras modelos y activistas de los derechos laborales en la Semana de la Moda de Nueva York para animar a Nautica a firmar el Acuerdo sobre el Fuego y Seguridad en el Edificio en sobre una ciudad.

## Vida personal
Mantiene una relación con el fotógrafo Reed Young, con el que se casó el 23 de julio de 2020. En noviembre de 2020 le dieron la bienvenida a su primera hija, Augusta Adeline Ziff.

## Premios
En 2012, Ziff fue honrada por el blog Jezebel como una de "The Jezebel 25," un grupo de "mujeres que cambian el juego" quiénes encarnan los ideales feministas del sitio.
En 2013, Ziff recibió el premio Susan B. Anthony por la Organización Nacional de Mujeres por su dedicación a mejorar la vidas de chicas y mujeres jóvenes en Nueva York.
En 2014, Ziff recibió el premio 1.ª Inspiración y Visionario por el Women & Fashion Film Festival por su liderazgo y obra empoderando a las mujeres y las chicas en la industria de la moda.